# Texte fondateur
 (juin 2013).
Si vous disposez d'ouvrages ou d'articles de référence ou si vous connaissez des sites web de qualité traitant du thème abordé ici, merci de compléter l'article en donnant les références utiles à sa vérifiabilité et en les liant à la section « Notes et références ».
L'expression texte fondateur peut désigner, de façon générale, un document ou un ensemble de documents relatifs à la création d'une institution, d'une idéologie politique ou encore d'un courant artistique. De façon plus particulière, ce terme désigne couramment les documents, à vocation littéraire ou non, baignés de mythologie et dont le lien avec l'Histoire peut être très lâche, qui sont associés à l'origine d'une civilisation, d'une culture ou d'une religion. Par exemple, les textes fondateurs du judaïsme et du christianisme sont principalement la Bible, celui de l'islam est le Coran, ceux de l'hindouisme sont, entre autres, la Bhagavad-Gītā et les Upanishad. Il peut aussi désigner des textes fondateurs politiques comme Le Bill of Rights en Angleterre ou la déclaration d'indépendance des Etats-Unis. Dans l'Antiquité, l'Iliade et l'Odyssée peuvent être quant à eux qualifiés de textes fondateurs de la civilisation grecque, alors que les Métamorphoses ou encore l'Énéide sont généralement considérés comme ceux de la civilisation romaine.

## En France
Plus largement, les programmes d'apprentissage de la langue française étendent l'expression de « texte fondateur » à toutes les œuvres de fiction qui constituent le patrimoine littéraire français : c'est notamment le cas, au Moyen Âge, des romans de Rabelais, Gargantua et Pantagruel, des romans de chevalerie de Chrétien de Troyes ou encore du Roman de Renart.